# Kirsten Prout
Pour les articles homonymes, voir Prout.
Kirsten Prout est une actrice canadienne-américaine, née le 28 septembre 1990 à Vancouver, en Colombie-Britannique.

## Biographie
Kirsten Prout débute à 10 ans, en interprétant le rôle de Stella McCartney, la fille de Paul McCartney, dans L'Histoire de Linda McCartney, un téléfilm consacré à sa femme Linda.
Elle a avoué avoir voulu devenir actrice toute petite, en s'identifiant aux princesses de dessins animés de Disney.
Elle est principalement connue pour ses rôles d'Abby Miller dans le film Elektra et d'Amanda Bloom dans la série télévisée Kyle XY.
A la télévision, elle joue dans plusieurs téléfilms, comme Le Regard d'une mère, Tempête de météorites, Prise au Piège et Le Profil de la honte.
Elle fait des apparitions dans les séries, telles que Mysterious Ways, Dead Zone, Stargate SG-1, Cold Squad, NCIS : Enquêtes spéciales et Psych : Enquêteur malgré lui.
Elle tient également un rôle au cinéma dans Twilight, chapitre III : Hésitation et Une virée en enfer 3.
En 2010, elle joue dans le clip de la chanson Starlight, du groupe The Framework (en).

## Vie personnelle
Le 13 octobre 2017, Prout a annoncé ses fiançailles avec Matt Zien, directeur du développement de la télévision. Ils se sont mariés le 6 novembre 2017.
En février 2023, Prout a annoncé qu'elle était devenue citoyenne américaine.

## Filmographie

### Cinéma
- 2001 : FBI : Enquête interdite (Mindstorm) de Richard Pepin : Tracy Wellman, jeune
- 2001 : De grot de Martin Koolhoven : Julie
- 2005 : Elektra de Rob Bowman : Abby Miller
- 2008 : Class Savage (court-métrage) de Matt Zien : Julye
- 2010 : Twilight, chapitre III : Hésitation de David Slade : Lucy
- 2013 : No Clue (en) de Carl Bessai : Reese
- 2014 : Une virée en enfer 3 (Joy Ride 3: Road Kill) de Declan O'Brien : Jewel McCaul
- 2015 : Even Lambs Have Teeth (en) de Terry Miles : Sloane

### Télévision

#### Téléfilm
- 2000 : L'Histoire de Linda McCartney (en) (The Linda McCartney Story) de Armand Mastroianni : Stella, à 8 ans
- 2000 : La Fille du Père Noël (en) (Once Upon a Christmas) de Tibor Takács : Brittany Morgan
- 2001 : La Robe de mariée (The Wedding Dress) de Sam Pillsbury : Stella Carver
- 2001 : La Fille du Père Noël 2 (en) (Twice Upon a Christmas) de Tibor Takács : Brittany Morgan
- 2004 : The Love Crimes of Gillian Guess de Bruce McDonald : Amanda Guess
- 2007 : Le Regard d'une mère (Tell Me No Lies) de Michael M. Scott : Samantha Cooper
- 2010 : Tempête de météorites (Meteor Storm) de Tibor Takács : Kara Young
- 2010 : Prise au Piège (Locked Away) de Doug Campbell : Katelynn Williams
- 2010 : Péchés de jeunesse (Seven Deadly Sins) de Jeff Renfroe : Miranda Stevens
- 2010 : Mon effroyable anniversaire 2 (en) (My Super Psycho Sweet 16: Part 2) de Jacob Gentry : Alex Bell
- 2012 : Mon effroyable anniversaire 3 (en) (My Super Psycho Sweet 16: Part 3) de Jacob Gentry : Alex Bell

- 2013 : Le Profil de la honte (Social Nightmare) de Mark Quod : Catherine Hardy
- 2015 : Le Mensonge de ma vie (My Life as a Dead Girl) de Penelope Buitenhuis : Chelsea White
- 2015 : Ma meilleure amie (Fatal Friends) de Jason Bourque : Michelle Foley
- 2017 : Mes plus belles années (Woman of the House) de Monika Mitchell : Sarah
- 2017 : Le Train de Noël (The Christmas Train) de Ron Oliver : Julie

#### Série télévisée
- 2000 : First Wave : Emily (saison 3, épisode 11)
- 2001 : Mysterious Ways : Les Chemins de l'étrange : Lindsay Kasper (saison 1, épisode 20)
- 2001 : Les Nuits de l'étrange (Night Visions) : Wendy (saison 1, épisode 18)
- 2002 : Jeremiah : Elayne (saison 1, épisode 12)
- 2002 : Dead Zone : Susan Reed (saison 1, épisode 10)
- 2003 : Stargate SG-1 : Nesa (saison 7, épisode 10)
- 2005 : Cold Squad, brigade spéciale : Ashley (saison 7, épisodes 12 et 13)
- 2006 - 2009 : Kyle XY : Amanda Bloom (43 épisodes)
- 2011 - 2012 : The Lying Game : Charlotte Chamberlin (saison 1)
- 2012 : NCIS : Enquêtes spéciales : Lydia Wade (saison 10, épisode 8)
- 2013 : Devious Maids : Allison (saison 1, épisode 5)
- 2013 : Psych : Enquêteur malgré lui : Zola (saison 7, épisode 6)
- 2015 : Ties That Bind : Chelsea Boyd (saison 1, épisode 7)
- 2017 : Dear White People : Emily (saison 1, épisodes 4 et 9)

### Clip vidéo
- 2010 : Starlight de The Frameword (en)

## Voix françaises
En France
- Marie-Eugénie Maréchal dans :
  - Kyle XY
  - Le Regard d'une mère
  - Péchés de jeunesse
  - Devious Maids
  - Mes plus belles années

- Marie Tirmont dans : 
  - Prise au piège
  - Une virée en enfer 3

Et aussi
- Lucile Boulanger dans Elektra
- Karine Foviau dans Le Profil de la honte
- Zina Khakhoulia dans Le Mensonge de ma vie